# Palazzo Ginori
Der Palazzo Ginori ist ein Palazzo in der gleichnamigen Via de’ Ginori (Hausnummer 11) in Florenz.

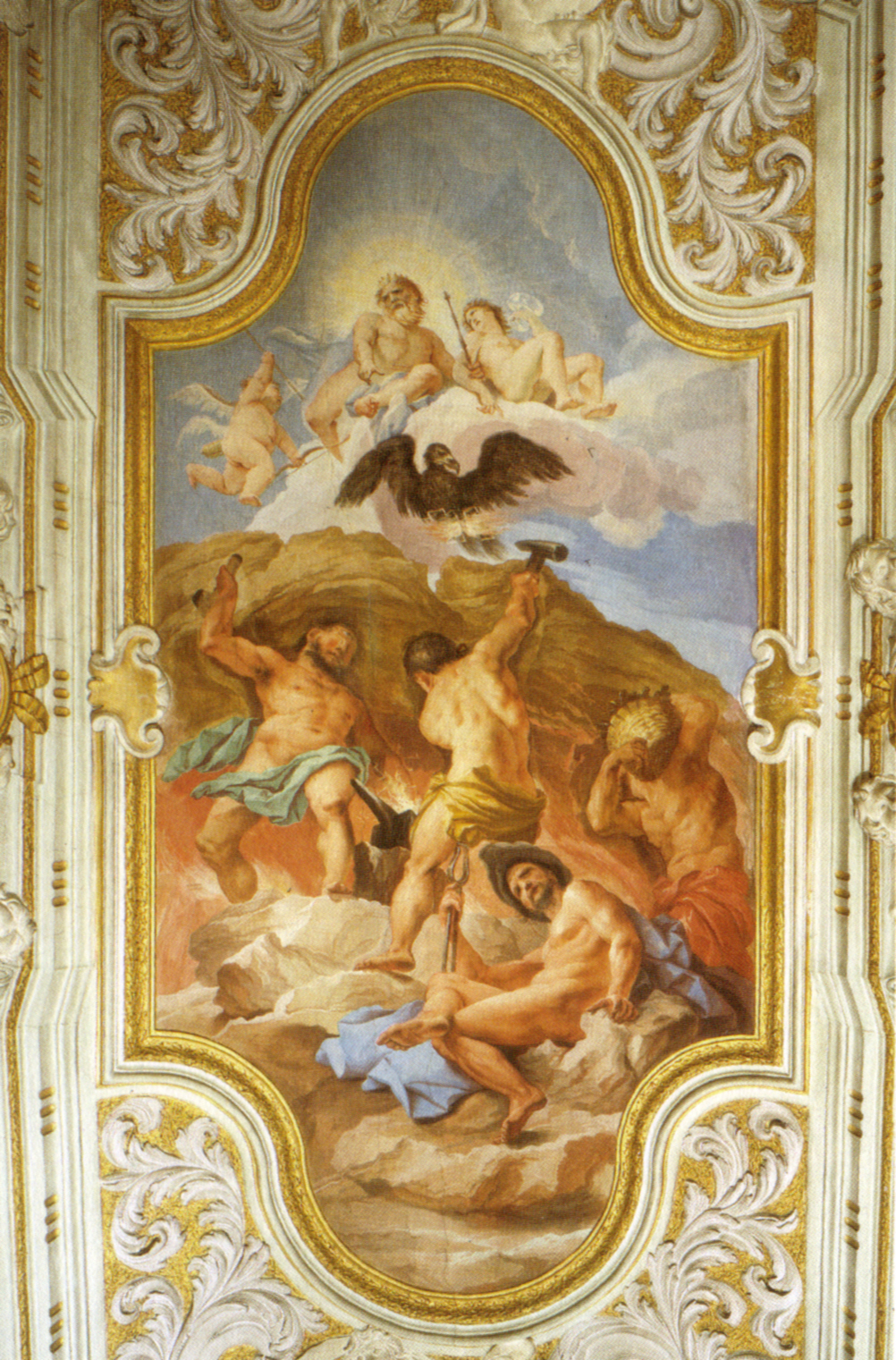
Fresken aus dem 18. Jahrhundert

## Geschichte

### 16. Jahrhundert
Die Grafen Ginori waren eine der wichtigsten Florentiner Familien in der langen Stadtgeschichte und dies ist der wichtigste Familienpalast im historischen Zentrum von Florenz. Eine Reihe von alten Häusern, die bereits dieser Familie gehörten, sind hier seit Anfang des 15. Jahrhunderts dokumentiert. Der Bau des Palastes geht auf die Initiative von Carlo Ginori zurück, der 1515 drei benachbarte Häuser erwarb und von 1516 bis 1520 den Architekten Baccio d’Agnolo beauftragte, der in jenen Jahren auch an der Familienvilla in Torre dei Baroncoli bei Calenzano arbeitete. Der Verlust eines Buches aus dem Familienarchiv mit Informationen über den Bau des Palazzo macht es unmöglich, den Namen des Verantwortlichen für den Bau zu beweisen. Die Kunsthistoriker sind sich einig, auch aufgrund der Ähnlichkeiten mit der Fassade des Palazzo Guadagni, dass es sich um ein Werk von Simone del Pollaiuolo, dem Lehrer von Baccio d’Agnolo, handelt.
Ursprünglich war die Fassade mit monochromen Gemälden (die vollständig zerstört sind) von Mariano da Pescia, einem Schüler von Ridolfo Ghirlandaio, verziert, welche die Geschichten des Samson darstellten. Dies war eines der frühesten Beispiele dieser im 16. Jahrhundert erfolgreichen Art von Dekoration, welche dann, auch aufgrund des schnellen Verfalls vieler Fassaden, in Vergessenheit geriet.
Nach dem Tod von Carlo ging der Palazzo an seinen Neffen Lionardo über, den Ehemann von Caterina Soderini, der Tante von Lorenzino de’ Medici. Sie wurde durch die Intrige berühmt, die sie in den Mittelpunkt des Komplotts zur Ermordung von Alessandro de’ Medici, dem Herzog von Florenz, stellte: Lorenzino hatte seinen verhassten Verwandten mit dem Versprechen eines galanten Treffens mit Caterina in eine Falle gelockt, die sich in einem nahegelegenen Haus gegenüber dem Palazzo Ginori und neben dem Palazzo Medici befand (in der nicht mehr bestehenden Via del Traditore, die ihren Namen von dieser Episode erhielt).

### 17. Jahrhundert
Nach einer ersten Erweiterung im Jahr 1616 wurde das Gebäude 1691–1694 nach einem Entwurf des jungen Architekten Lorenzo Merlini in Richtung Via della Stufa vergrößert, und zwar dank des Kaufs eines Nachbarhauses, der den Bau von zwei Seitenflügeln mit Blick auf einen gepflasterten Platz ermöglichte. „Merlini entwarf eine Loggia mit zwei Bogenreihen zwischen verbundenen Pilastern für die hintere Fassade und eine falsche Loggia, ebenfalls mit verbundenen Pilastern, für die Seitenfassaden und die Fassade an der Via della Stufa, die Giebelöffnungen und ein Tor umschließen, das jeweils von zwei Nischen mit Statuen in der Mitte flankiert wird“ (Martelli). In der Mitte des kleinen Gartens befand sich ein „Bodenbrunnen im französischen Stil“, der mit großherzoglicher Konzession durch Leitungen aus dem nahe gelegenen Casino von San Marco mit Wasser versorgt wurde.
1699, anlässlich der Hochzeit von Lorenzo Ginori mit Anna Maria Minerbetti, richtete Antonio Maria Ferri einige Räume im Piano Nobile ein, die von Alessandro Gherardini, Carlo Marcellini, Giovanni Domenico Ferretti, Pietro Dandini und Matteo Bonechi mit Fresken und Dekorationen versehen wurden (die beiden Letztgenannten arbeiteten an der Galerie, die später von Pasquale Saviotti 1847 neu dekoriert wurde).

### Spätere Änderungen
Im Jahr 1730 wurde das der Familie Masi gehörende, angrenzende Gebäude (Nr. 13), an den Palazzo angefügt, in dem auch die Nachkommen des Bildhauers Baccio Bandinelli lebten. In dieser Zeit erlebte der Palazzo dank des Markgrafen Carlo Ginori und seiner Frau Elisabetta Corsini eine neue Blütezeit mit zahlreichen Festen und Empfängen, an denen Fürsten und wichtige ausländische Würdenträger teilnahmen. Hier wurde auch ein chemisch-physikalisches Kabinett eingerichtet, in dem Experimente durchgeführt wurden, welche die Grundlage für die Verfeinerung des Porzellanherstellungsprozesses und die spätere Gründung der historischen Fabrik Doccia (1737) bildeten.
Weitere Umgestaltungen des Palazzo gehen auf eine Baumaßnahme zurück, die bei oder kurz nach der Hochzeit von Lorenzo Ginori Lisci mit Ottavia Strozzi (1846) unter der Leitung des Ingenieurs Felice Francolini durchgeführt wurde. Der alte Säulenhof wurde mit Marmor neu gepflastert, mit einer gusseisernen Lichtkuppel geschlossen und die alte, steile und enge Treppe durch den Bau einer neuen monumentalen Treppe ersetzt.
Aus dem Jahr 1930 sind Restaurierungsarbeiten an dem Gebäude dokumentiert. 2003 wurde der Innenhof in den ursprünglichen Farben des 18. Jahrhunderts (Salbeigrün an den Wänden und pompejanisches Rot an den Säulen) wiederhergestellt. Auch die Dachterrasse aus dem 17. Jahrhundert scheint restauriert worden zu sein.
Der Palast steht auf der 1901 von der Direzione Generale delle Antichità e Belle Arti, erstellten Liste als monumentales Bauwerk, das als nationales Kulturerbe zu betrachten ist.

## Beschreibung
Die Fassade erstreckt sich über drei breite Etagen, die auf sechs Achsen angeordnet sind, sowie eine großzügige Dachterrasse, die das Gebäude abschließt. Die von Quadersteinen umrahmten Rundbogenfenster markieren die beiden Stockwerke, während das Erdgeschoss fünf rechteckige Fenster und die Eingangstür (man beachte die Benagelung) aufweist, die asymmetrisch in der vierten Achse angeordnet ist. Hinter dem vorspringenden Kranzgesims sind die Wände verputzt und zwei Reihen geschwungener Fenster stehen sich gegenüber. Bis zum 19. Jahrhundert gab es auch eine öffentliche Sitzbank, die auf Anordnung der Gemeinde abgerissen wurde. In der Mitte der Fassade befindet sich ein Schild mit dem Wappen der Ginori (azurblau, das goldene Band mit drei achtzackigen Sternen im Feld). Im obersten Stockwerk befindet sich die offene Loggia, ein typisches Element des späten 16. Jahrhunderts.
Der elegante Innenhof aus dem 16. Jahrhundert, der auf allen vier Seiten von einem Säulengang umgeben ist und heute in ein Atrium mit Dachfenster umgewandelt ist, mit massiven Säulen aus Pietra Serena, die mit Kompositkapitellen verziert sind, die denen der Kragsteine ähneln. In der Mitte steht auf einem hohen Sockel, der in der Antike als Brunnen diente, wie das Becken am Fuße beweist, eine Fortuna-Statue aus dem 16. Jahrhundert. An der einen Wand befindet sich das Familienwappen der Ginori-Minerbetti, das anlässlich der Hochzeit 1699 geschaffen wurde, und auf der anderen Seite ein freistehendes Fresko und die dazugehörige Sinopie einer Krönung der Jungfrau von Francesco di Michele (1385), die von einem Tabernakel in Sesto Fiorentino stammt, das an einen Familienbesitz angrenzt. Zu den weiteren Einrichtungsgegenständen im Hof gehören zwei Krüge aus der Manufaktur von Montelupo aus dem 16. Jahrhundert, eine Robbiana mit dem Wappen der Ginori-Bartolini Salimbeni (aus der Villa in Baroncoli) und eine Ustoria-Linse, die Grundlage für die ersten Experimente in der Porzellanherstellung war: Einst auf dem Dach des Palazzo angebracht, lenkte sie die Sonnenstrahlen in die Öfen zum Schmelzen der Erde.
Die zweistöckige Loggia im Hinterhof zur Via della Stufa hin geht auf den Eingriff von Lorenzo Merlini zurück. Dieser führt in den privaten Garten, in dessen Mitte ein Brunnen steht.
Die Innendekoration stammt hauptsächlich aus dem 18. Jahrhundert, mit Fresken von Antonio Ferri, Alessandro Gherardini und Giovanni Domenico Ferretti. Zahlreiche Möbelstücke stammen hingegen aus dem 19. Jahrhundert, als die Innenräume aufgrund der zahlreichen literarischen Treffen und Empfänge, die dort regelmäßig stattfanden, renoviert wurden.
Die breite Treppe zu den oberen Stockwerken stammt aus dem 19. Jahrhundert.